# European Football League 2008
La European Football League 2008 è stata la 22ª edizione del massimo torneo europeo per club di football americano.

## Squadre partecipanti
| Club                     | Città                     | Stadio                                             | Sponsor ufficiale | Risultato nella stagione 2008 |
| ------------------------ | ------------------------- | -------------------------------------------------- | ----------------- | ----------------------------- |
| Black Panthers de Thonon | Thonon-les-Bains          | Stadio Joseph Moynat                               |                   |                               |
| Coventry Jets            | Coventry                  | Westwood Campus                                    | Cassidy           |                               |
| Eidsvoll 1814's          | Eidsvoll                  | Eidsvoll Stadion                                   |                   |                               |
| Flash de La Courneuve    | La Courneuve              | Stade Géo André                                    |                   |                               |
| Graz Giants              | Graz                      |                                                    | Turek             |                               |
| L'Hospitalet Pioners     | L'Hospitalet de Llobregat | Complex Esportiu L'Hospitalet Nord                 |                   |                               |
| Lions Bergamo            | Bergamo                   | Stadio Comunale (Osio Sotto BG)                    | Acufon            |                               |
| Moscow Patriots          | Mosca                     |                                                    |                   |                               |
| Oslo Vikings             | Oslo                      | Voldsløkka Stadion                                 |                   |                               |
| Seinäjoki Crocodiles     | Seinäjoki                 |                                                    |                   |                               |
| Stuttgart Scorpions      | Stoccarda                 | Gazi-Stadion auf der Waldau                        |                   |                               |
| Tirol Raiders            | Innsbruck                 | Gernot-Langes-Stadion (Wattens)/Tivoli-Neu Stadion | Swarco            |                               |
| Valencia Firebats        | Valencia                  | Estadio del Jardin del Turia                       |                   |                               |
| Vienna Vikings           | Vienna                    | Hohe Warte Stadion                                 | Raiffeisen        |                               |

## Stagione regolare

### Calendario

#### 1ª giornata
| L'Hospitalet de Llobregat 8 marzo 2008, ore 17:00 | L'Hospitalet Pioners | 37 – 35 (7-14 14-7 7-7 9-7) | Black Panthers de Thonon | Complex Esportiu L'Hospitalet Nord |

#### 2ª giornata
| La Courneuve 22 marzo 2008, ore 20:00 | Flash de La Courneuve | 14 – 12 (0-0 7-12 0-0 7-0) | Graz Giants | Stade Géo André |

#### 3ª giornata
| Thonon-les-Bains 5 aprile 2008, ore 18:00 | Black Panthers de Thonon | 27 – 39 (14-7 7-12 0-14 6-6) | Lions Bergamo | Stadio Joseph Moynat |

#### 4ª giornata
| Graz 12 aprile 2008, ore 14:00 | Graz Giants | 49 – 27 (14-6 14-21 14-0 7-0) | Flash de La Courneuve |  |

| Coventry 12 aprile 2008, ore 14:30 | Coventry Jets | 36 – 16 (0-3 12-7 12-0 12-6) referto | Valencia Firebats | Westwood Campus |

#### 5ª giornata
| 19 aprile 2008, ore 15:00 | Moscow Patriots | 6 – 17 (6-0 0-3 0-14 0-0) | Seinäjoki Crocodiles |  |

| Osio Sotto 19 aprile 2008, ore 15:45 | Lions Bergamo | 62 – 44 (14-7 22-7 7-14 19-16) | L'Hospitalet Pioners | Stadio Comunale |

| Valencia 19 aprile 2008, ore 17:00 | Valencia Firebats | 9 – 38 (0-7 0-14 9-7 0-10) | Oslo Vikings | Estadio del Jardin del Turia |

#### 6ª giornata
| Oslo 26 aprile 2008, ore 14:00 | Oslo Vikings | 13 – 21 (0-6 7-6 0-3 6-6) | Coventry Jets | Voldsløkka Stadion |

### Classifiche
Le classifiche della regular season sono le seguente:
- PCT = percentuale di vittorie, G = partite giocate, V = partite vinte,  P = partite perse, PF = punti fatti, PS = punti subiti

#### Gruppo 1
| Pos. | Squadra                  | PCT   | G | V | N | P | PF  | PS |
| ---- | ------------------------ | ----- | - | - | - | - | --- | -- |
| 1    | Lions Bergamo            | 1.000 | 2 | 2 | 0 | 0 | 101 | 71 |
| 2    | L'Hospitalet Pioners     | .500  | 2 | 1 | 0 | 1 | 81  | 91 |
| 3    | Black Panthers de Thonon | .000  | 2 | 0 | 0 | 2 | 62  | 76 |

#### Gruppo 2
| Pos. | Squadra              | PCT   | G | V | N | P | PF | PS |
| ---- | -------------------- | ----- | - | - | - | - | -- | -- |
| 1    | Seinäjoki Crocodiles | 1.000 | 1 | 1 | 0 | 0 | 17 | 6  |
| 2    | Moscow Patriots      | .000  | 1 | 0 | 0 | 1 | 6  | 17 |

#### Gruppo 3
| Pos. | Squadra           | PCT  | G | V | N | P | PF | PS |
| ---- | ----------------- | ---- | - | - | - | - | -- | -- |
| 1    | Coventry Jets     | .000 | 2 | 0 | 0 | 2 | 57 | 29 |
| 2    | Oslo Vikings      | .500 | 2 | 1 | 0 | 1 | 51 | 30 |
| 3    | Valencia Firebats | .000 | 2 | 0 | 0 | 2 | 25 | 74 |

#### Gruppo 4
| Pos. | Squadra               | PCT  | G | V | N | P | PF | PS |
| ---- | --------------------- | ---- | - | - | - | - | -- | -- |
| 1    | Graz Giants           | .500 | 2 | 1 | 0 | 1 | 61 | 41 |
| 2    | Flash de La Courneuve | .500 | 2 | 1 | 0 | 1 | 41 | 61 |

## Playoff

### Tabellone
|  | Quarti di finale | Quarti di finale     | Quarti di finale     |               |                | Semifinali | Semifinali | Semifinali |  |  | XXII Eurobowl | XXII Eurobowl  | XXII Eurobowl |
|  |                  |                      |                      |               |                |            |            |            |  |  |               |                |               |
|  |                  | Vienna Vikings       | 51                   |               |                |            |            |            |  |  |               |                |               |
|  |                  | Lions Bergamo        | 32                   |               |                |            |            |            |  |  |               |                |               |
|  |                  | Lions Bergamo        | 32                   |               | Vienna Vikings | 43         |            |            |  |  |               |                |               |
|  |                  |                      |                      |               | Vienna Vikings | 43         |            |            |  |  |               |                |               |
|  |                  |                      | Seinäjoki Crocodiles | 7             |                |            |            |            |  |  |               |                |               |
|  |                  | Eidsvoll 1814's      | Seinäjoki Crocodiles | 7             | 16             |            |            |            |  |  |               |                |               |
|  |                  | Eidsvoll 1814's      |                      |               | 16             |            |            |            |  |  |               |                |               |
|  |                  | Seinäjoki Crocodiles | 22                   |               |                |            |            |            |  |  |               |                |               |
|  |                  |                      |                      |               |                |            |            |            |  |  |               | Vienna Vikings | 24            |
|  |                  |                      |                      | Tirol Raiders | 28             |            |            |            |  |  |               |                |               |
|  |                  | Tirol Raiders        | 49                   |               |                |            |            |            |  |  |               |                |               |
|  |                  | Coventry Jets        | 20                   |               |                |            |            |            |  |  |               |                |               |
|  |                  | Coventry Jets        | 20                   |               | Tirol Raiders  | 56         |            |            |  |  |               |                |               |
|  |                  |                      |                      |               | Tirol Raiders  | 56         |            |            |  |  |               |                |               |
|  |                  |                      | Graz Giants          | 49 (2 o.t.)   |                |            |            |            |  |  |               |                |               |
|  |                  | Stuttgart Scorpions  | Graz Giants          | 49 (2 o.t.)   | 9              |            |            |            |  |  |               |                |               |
|  |                  | Stuttgart Scorpions  |                      |               | 9              |            |            |            |  |  |               |                |               |
|  |                  | Graz Giants          | 24                   |               |                |            |            |            |  |  |               |                |               |

### Quarti di finale
| Eidsvoll 10 maggio 2008, ore 15:00 | Eidsvoll 1814's | 16 – 22 (0-7 0-0 9-7 7-8) | Seinäjoki Crocodiles | Eidsvoll Stadion |

| Wattens 10 maggio 2008, ore 15:00 | Tirol Raiders | 49 – 20 (8-6 13-8 14-6 14-0) | Coventry Jets | Gernot-Langes-Stadion |

| Vienna 10 maggio 2008, ore 16:00 | Vienna Vikings | 51 – 32 (14-0 21-7 9-6 7-19) | Lions Bergamo | Hohe Warte Stadion |

| Stoccarda 10 maggio 2008, ore 18:00 | Stuttgart Scorpions | 9 – 24 (0-7 0-3 3-0 6-14) | Graz Giants | Gazi-Stadion auf der Waldau |

### Semifinali
| 31 maggio 2008, ore 16:00 | Vienna Vikings | 43 – 7 (7-7 15-0 14-0 7-0) | Seinäjoki Crocodiles |  |

| 31 maggio 2008, ore 17:00 | Tirol Raiders | 56 – 49 (d.2t.s.) (14-14 0-14 14-7 14-7 7-7 7-0) | Graz Giants |  |

### Eurobowl XXII
| Innsbruck 5 luglio 2008, ore 20:00 | Tirol Raiders | 28 – 24 (6-14 8-10 14-0 0-0) | Vienna Vikings | Tivoli-Neu Stadion (5600 spett.)\| Arbitro: \| Valongo \| |
| Arbitro:                           | Valongo       |                              |                |                                                           |

## Verdetti
- Tirol Raiders Campioni d'Europa 2008